# Edvard Westman

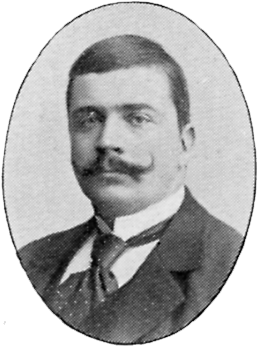
Edvard Westman.

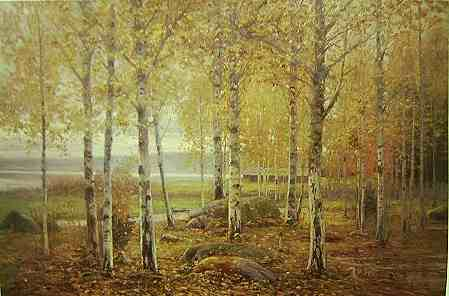
Strandlandskap av Edvard Westman. Olja på duk, 118x178 cm. Ålands Ömsesidiga Försäkringsbolags samling.

Gustav Edvard Westman, född 16 maj 1865 i Gävle, död 23 september 1917 i Kapellskär, var en svensk målare och grafiker. Han var känd för sitt friluftsmåleri och knuten till Skagenmålarna och Önningebykolonin på Åland.
Edvard Westman var son till grosshandlaren Johan Ludwig Westman och Emma Elisabeth Holmström samt bror till Ernst Ludvig Westman. Han studerade konst vid Konstakademien i Stockholm 1882–1883 och var därefter elev till Oscar Törnå i dennes ateljé. Törnås konstpedagogik innebar att eleverna fick utföra kopior efter de friluftsstudier han utfört under sin Frankrikevistelse 1875–1878. När Westman i mitten av 1880-talet reste till Düsseldorf och Paris för att studera vidare var han redan väl förtrogen med friluftsmåleriet. Westman var till en början ganska beroende av Törnå i sitt konstnärskap och det var på Törnås uppmaning som han anslöt sig till Opponenterna och sökte sökte medlemskap i Konstnärsförbundet. Efter studierna i Paris förde han ett kringflackande liv mellan Paris, Normandie, Skagen, Stockholm, Åland och Finland. Efter att han på Åland kom i kontakt med den finlandssvenske friluftsmålaren Victor Westerholm och Önningebykolonin i slutet av 1880-talet blev det många resor till Åland under de följande åren. Troligen lockades Westman till Önningeby av Hanna Rönnberg, som han var förlovad med under några år, men som han aldrig gifte sig med. De två reste 1888 till Skagen och blev upptagna i konstnärskolonin där. Målningen Sommarkväll i Ålands skärgård som han utförde 1893 köptes av den ryske tsaren Alexander III och han kom därefter att under en följd av år ha sin fasta punkt i Åbo. Han var anlitad som lärare vid Konstföreningens ritskola i Åbo 1893–1894 och 1896. Han hade stora framgångar med sin konst i Finland men hans franskinfluerade friluftsmåleri i stor skala gick inte hem i dåtidens Sverige, där det börjat bli omodernt i och med nationalromantikens genombrott. Vid ett besök i Stockholm 1904 lärde han sig etsa för Axel Tallberg som ansåg att Westman hade goda förutsättningar för etsningskonsten. Han bosatte sig senare i Kapellskär.
Westman medverkade i Konstnärsförbundets utställningar i Göteborg och Stockholm 1891 och efter att han valdes in i Svenska konstnärernas förening deltog han i föreningens Stockholmsutställningar 1894, 1895, 1899, 1900, 1904, 1905 och 1907 samt föreningens utställning på Malmö museum 1904. Han var representerad vid Världsutställningen i Chicago 1893 och i industriutställningen i Lund 1907, Sveriges allmänna konstförenings decemberutställning i Stockholm 1910 samt samlingsutställningar i Helsingfors och Åbo samt hade vissa framgångar i Parissalongerna. Hans konst består av franska naturstudier och landskapsskildringar från Normandie, Åland och Sverige utförda i olja samt etsningar. Westman är representerad i bland annat Önningebymuseet, Länsmuseet Gävleborg, Åbo konstmuseum och Skagens Museum.